# Syphax Airlines
Syphax Airlines è una compagnia aerea di linea con sede e base principale all'aeroporto di Sfax-Thyna a Sfax, in Tunisia. Serve destinazioni nel Mediterraneo.

## Storia
La compagnia aerea è stata costituita come società per azioni nel 2011 dall'uomo d'affari Mohamed Frikha, fondatore e CEO di Telnet, con un capitale di 10 milioni di dinari (6,3 milioni di dollari). Inizialmente la compagnia aerea prevedeva di operare solo da Sfax, ma le autorità aeronautiche tunisine hanno concesso loro il permesso di volare da tutti gli aeroporti tunisini. I primi servizi di linea sono stati lanciati il 29 aprile 2012 utilizzando due Airbus A319. Nonostante la crescita dei servizi e del numero di passeggeri, la compagnia aerea ha registrato perdite al netto delle tasse di 14,53 milioni di dinari (9,2 milioni di dollari) nel primo anno di attività.
Nel dicembre 2012 è stato annunciato un contratto di locazione per un Airbus A330-200 e l'aeromobile è stato consegnato nel giugno 2013, operando servizi per Montréal. Queste operazioni si sono concluse nel 2015 con la restituzione dell'aeromobile al suo locatore. Il 15 gennaio 2013, Syphax Airlines ha ordinato 3 Airbus A320neo e 3 A320ceo, a un prezzo di listino di circa 600 milioni di dollari e con consegne a partire dal 2015. Questi ordini sono stati annullati rispettivamente a giugno e agosto 2015 a causa del deterioramento della situazione finanziaria della compagnia aerea.
Nel luglio 2015, Syphax Airlines ha sospeso tutte le operazioni dichiarando difficoltà finanziarie. Tuttavia, ha annunciato la ripresa dei servizi entro settembre 2015 dopo aver ottenuto nuovi finanziamenti.
Nel settembre 2018, è stato annunciato che la compagnia aerea avrebbe ripreso le operazioni nella primavera del 2019. Inizialmente, il vettore avrebbe offerto i suoi due CRJ900ER per servizi di wet-lease durante la stagione invernale 2018/19, prima del lancio delle proprie rotte a marzo o aprile dello stesso anno. Il vettore intendeva collegare Tunisi, Djerba e Sfax a destinazioni in Nord Africa ed Europa, con Parigi e Tolosa Blagnac come prime rotte. La compagnia aerea intende anche aggiungere aeromobili narrowbody per potenziare ulteriormente la sua rete nella regione e offrire servizi tra l'Africa e l'Europa attraverso la Tunisia.
Nel gennaio 2019, la compagnia ha ricevuto un nuovo certificato di operatore aereo (AOC) dal Ministero dei Trasporti tunisino. Il certificato è stato rilasciato il 3 gennaio 2019 ed è firmato da Habib Mekki, direttore generale dell'aviazione civile del ministero. Il fondatore di Syphax, Mohamed Frikha, aveva precedentemente affermato che la società prevedeva di lanciarsi come operatore wet-lease una volta ricevuto il suo AOC. La fase iniziale ha visto i due Bombardier CRJ900 pilotati per conto di un partner esterno in Africa. Il contratto di wet-lease avrebbe portato entrate mentre la compagnia aerea finalizzava i propri diritti di traffico, un processo della durata di circa cinque mesi. I voli di linea inizieranno quindi con il marchio Syphax, con servizi pianificati da Tunisi, Sfax e Djerba verso Algeria, Francia, Italia e Spagna.
Nel luglio 2022, Syphax ha ricevuto un Boeing 737-800 ed è in attesa di ricevere un altro aereo dello stesso tipo.

## Flotta

### Flotta attuale
A dicembre 2022 la flotta di Syphax Airlines è così composta:

### Flotta storica
Syphax Airlines operava in precedenza con: